# 蓋爾斯克里克 (北卡羅萊納州)
蓋爾斯克里克（英語：Gales Creek）是位於美國北卡羅萊納州加特利縣的非建制地區。

## 地理
蓋爾斯克里克所處的海拔為高於海平面-1米（即-3英呎），而該地所採用的時區為UTC-5，即北美东部时区（EST）。同時該地設有夏令時間，為UTC-5調快一小時，即UTC-4（EDT）。